# Такаяма (Гифу)
Такая́ма (яп. 高山市 Такаяма-си) — город в Японии, находящийся в префектуре Гифу. Площадь города составляет 2177,67 км², население — 90 556 человек (1 июля 2014), плотность населения — 41,58 чел./км². Город Такаяма самый крупный по площади город Японии.

## Географическое положение
Город расположен на острове Хонсю в префектуре Гифу региона Тюбу. С ним граничат города Хида, Гудзё, Геро, Омати, Мацумото, Тояма, Хакусан, Оно, посёлок Кисо и село Сиракава.

## Население
Население города составляет 90 556 человек (1 июля 2014), а плотность — 41,58 чел./км². Изменение численности населения с 1980 по 2005 годы:
| 1980 | 95 037 чел. |  |
| 1985 | 96 459 чел. |  |
| 1990 | 95 859 чел. |  |
| 1995 | 96 680 чел. |  |
| 2000 | 97 023 чел. |  |
| 2005 | 96 231 чел. |  |

## Символика
Деревом города считается тис остроконечный, цветком — Rhododendron reticulatum.